# Przanowscy herbu Nowina
Przanowscy – polska rodzina herbu Nowina.
osoby:

Herb Nowina

- Edward Przanowski (1845-1929) - inżynier i architekt powiatowy w Słupcy i Łęczycy, działacz społeczny, żołnierz Powstania Styczniowego.
- Jan Przanowski (1873-1941), adwokat, poseł na Sejm RP III kadencji, w latach 1930-35 - syn Edwarda Przanowskiego.
- Jan Przanowski (1909-1980), ekonomista, żołnierz I Dywizji Pancernej gen. S. Maczka, wieloletni pracownik Polskiego Radia, dyrektor Biura Planowania w Komitecie ds. Radia i Telewizji - syn Władysława Przanowskiego.
- Stefan Przanowski (1874-1938), inżynier mechanik, przemysłowiec, działacz gospodarczy, minister aprowizacji, minister przemysłu i handlu - syn Edwarda Przanowskiego.
- Władysław Przanowski (1880-1937), inżynier, pedagog, twórca systemu nauczania prac ręcznych w polskich szkołach i kształcenia nauczycieli, założyciel i dyrektor Państwowego Instytutu Robót Ręcznych - syn Edwarda Przanowskiego.
- Izabela Wasiak z Przanowskich (1927-1990), nauczycielka, polonistka, działaczka oświatowa, wydawca publikacji drugiego obiegu - córka Stefana Przanowskiego.
- Maria Grotowska z Przanowskich (1885-1946), żona Żelisława Grotowskiego - dr. ekonomii, bibliotekarza w Muzeum Polskim w Rapperswilu, nauczyciela, historyka gospodarki, żołnierza Legionów Polskich - córka Edwarda Przanowskiego.
- Magdalena Staszewska z Przanowskich (1904-1978), córka Jana Przanowskiego (1873-1941), żona historyka i archiwisty Janusza Staszewskiego (1903-1939); Magdalena Staszewska w czasie II wojny światowej związana z podziemną organizacją "Ojczyzna"; współpracowała z prof. Zygmuntem Wojciechowskim przy tworzeniu w Warszawie Tajnego Uniwersytetu Ziem Zachodnich; w latach 1945-67 pracowała w Instytucie Zachodnim w Poznaniu jako zastępca kierownika Działu Wydawniczego oraz w redakcji "Przeglądu Zachodniego".